# Пожарная каланча (Гродно)
Пожарная каланча в Гродно (Башня пожарного депо в Гродно, Гродненская каланча) — архитектурный памятник в городе Гродно. Популярный туристический объект.

## История
Местность занятая гродненской пожарной башней, была заселена ещё в период существования Гродненского княжества.
В XIV веке, по данным историка архитектуры Алёны Квитницкой, упоминается некая Малая церковь, располагавшаяся, согласно исследованиям специалистки, на участке, который позднее принадлежал гродненской пожарной команде. Церковь являлась монастырским храмом, а сам монастырь называется в одном из документов «малый поповский монастырек». Историки предполагают, что Малая церковь могла быть построена ещё в XII веке, но прямых доказательств этому нет.
В 80-х годах XVIII столетия на месте уничтоженного к тому моменту монастыря, для короля Станислава Августа Понятовского были возведены обширные конюшни. Прямоугольный в плане комплекс конюшен, занимал участок размером более 8000 квадратных метров, располагаясь на месте современной стоянки перед главной синагогой, отрезке улицы Великой Троицкой и территории самой пожарной части. Предполагается, что архитектором комплекса конюшен являлся итальянский зодчий Джузеппе де Сакко. От этого объекта сохранились два флигеля с адресами Замковая 19 и 17, дом с 17 номером был, однако, сильно перестроен.
Постоянная пожарная команда появилась в Гродно уже в первой половине XIX века. В середине этого столетия на восточный флигель бывших королевских конюшен (Замковая 17) была установлена невысокая пожарная вышка, собранная из дерева.
Во второй половине XIX века гродненские пожарные переехали в западный флигель (Замковая 19), после чего на крыше этого здания также была сооружена деревянная смотровая башня. 
Всё XIX столетие горожан беспокоили опустошительные пожары. Один из них, пожар 1885 года стал широко известен на территории Российской империи.
Сохранившаяся каменная каланча была построена в начале XX века.. На плане города 1951 года видно, что участок гродненских пожарных занимал территорию проезжей части современной улицы Великой Троицкой. Во время реконструкции центральных улиц, в результате которой был засыпан яр на улице Новозамковой, пожарное депо, мешавшее соединению будущих улиц Великой Троицкой и Давыда Городенского, было разобрано. Гараж для пожарных машин был устроен к северу от каланчи.
Комплекс каланчи на Замковой занимает действующая пожарная часть. Здесь расположен Музей пожарной службы. Согласно традиции, ежедневно, около 12 часов дня, на обзорную площадку каланчи поднимается трубач и исполняет небольшую музыкальную пьесу. Данный перформанс пользуется популярностью у гродненцев и гостей города.

## Архитектура
Центром композиции пожарного комплекса является гродненская каланча, построенная в начале XX века в стиле эклектики. Прообразом для гродненской башни, вероятно, послужила сохранившаяся Васильевская каланча в Санкт-Петербурге. По этому же проекту построена также сохранённая каланча в Иркутске. Архитектором, создавшим проект, называется Владимир Григорьевич Шаламов . Все башни имеют отличия, указывающие на вариации изначального проекта.  
Гродненская башня сложена из характерного для Гродно жёлтого кирпича. В публикациях можно встретить утверждение о том, что после возведения она стала самым высоким зданием Гродно, хотя башня значительно уступает по высоте колокольням некоторых гродненских костёлов.
Разделённая на 6 ярусов башня, украшена декоративными поясами. Оконные проёмы ярусов отличаются друг от друга. Наиболее широкий декоративный пояс в верхней части башни напоминает ряд машикулей, создавая таким образом отсылку к средневековой оборонительной архитектуре.
Строители гродненской башни сформировали более аскетичный, по сравнению с петербургским оригиналом, декор объекта, уменьшив тем самым присутствие неорусских элементов и усилив схожесть каланчи с архитектурой кирпичной готики.
Верхний ярус занимает смотровая площадка, огороженная кованным бортиком. Декоративный флюгер, авторства гродненского кузнеца художественной ковки Юрия Мацко, изображает пожарного, поймавшего за хвост петуха.
Рядом с башней размещён бывший флигель гродненских королевских конюшен, построенный в 80-х годах XVIII века. Экстерьер здания, по видимому, близок к изначальному. В небольшом фронтоне размещена лепнина пожарной тематики.
К северу от башни находится здание пожарной части, с гаражом для машин.  Большой полукруглый фронтон здания занимает роспись, авторства гродненского художника В. Качана, представляющая гродненских пожарных. Особое внимание туристов нередко привлекает крайняя справа девушка, похожая на Мону Лизу.
- Каланча в начале XX века.
- Каланча в 30-е годы XX века. Справа от башни видно позднее разобранное здание пожарной части, увитое плющом.
- В. Качан. Роспись фронтона гродненской пожарной части.
- А. Наливаев. Замковая улица в 1966 году. Вдали видна пожарная башня.